# Ulrike’s Brain
Ulrike’s Brain ist ein deutsch-kanadischer Spielfilm aus dem Jahr 2017. Die Regie führte Bruce LaBruce. Der Film wurde im Rahmen der 67ten Internationalen Filmfestspiele Berlin in der Sektion Forum Expanded uraufgeführt.

## Handlung
Die Wissenschaftlerin Julia Feifer bringt eine Organbox zum wissenschaftlichen Kongress. In der Box befindet sich das Gehirn von Ulrike Meinhof, das zusammen mit den Gehirnen von drei anderen führenden RAF-Mitgliedern gerettet wurde, nachdem sie im Gefängnis von Stammheim gestorben sind. Doktor Feifer kann telepathisch mit Ulrikes Gehirn kommunizieren. Wobei ihr das Hirn befiehlt, eine neue feministische Revolution anzuführen. Dafür sucht sie nach dem perfekten weiblichen Körper, in den sie Ulrikes Gehirn transplantieren kann. Zur gleichen Zeit, auf der Konferenz, erscheint ihr Erzrivale Detlev Schlesinger. Er ist ein rechtsextremer Ideologe, der die Asche von Michael Kühnen mitbringt. Kühnen war ein homosexueller deutscher Neonazi-Führer, der 1989 an Aids starb. Auch Schlesinger sucht einen Körper, den er mit den sterblichen Überresten von Michael Kühnen wiederbeleben kann. Als sich die beiden Frankenstein-Monster der extremen Linken und der extremen Rechten begegnen, bricht das Chaos aus.

## Entstehungsgeschichte, Hintergrund
Der Regisseur LaBruce ließ sich ästhetisch von B-Movies der 60er Jahre wie „They Saved Hitler’s Brain“ und „The Brain That Would Not Die“ inspirieren. Ulrike’s Brain ist auch inspiriert durch eine wahre Geschichte: Nachdem Ulrike Meinhof, Andreas Baader, Gudrun Ensslin und Jan-Carl Raspe, im Gefängnis Stammheim ums Leben gekommen waren, wurden ihre Gehirne von den Behörden entnommen und dem Neuropathologen Dr. Jürgen Peiffer von der Universität Tübingen zur Untersuchung übergeben. Dr. Peiffer kam zu dem zweifelhaften Schluss, dass eine Operation zur Entfernung eines gutartigen Tumors im Jahr 1962 Schäden verursacht hatte, die in direktem Zusammenhang mit Meinhofs späterer terroristischer Tätigkeit standen. Die Untersuchung der Gehirne der verstorbenen Revolutionäre erinnerte auch an die medizinischen Experimente während des Nationalsozialismus. Die vier Terroristengehirne verschwanden unter mysteriösen Umständen, was der Geschichte eine besondere Note verlieh. Nur Ulrikes Gehirn wurde schließlich gefunden und ihren Töchtern übergeben, die es gemeinsam mit ihrem Körper im Jahr 2002 bestatteten.